# Afterhours
Gli Afterhours sono un gruppo rock alternativo italiano formatosi a Milano nel 1986.
Capitanati da Manuel Agnelli, unico membro stabile della formazione, sono considerati assieme ai Marlene Kuntz un gruppo icona del rock alternativo italiano.

## Storia del gruppo

### Gli esordi

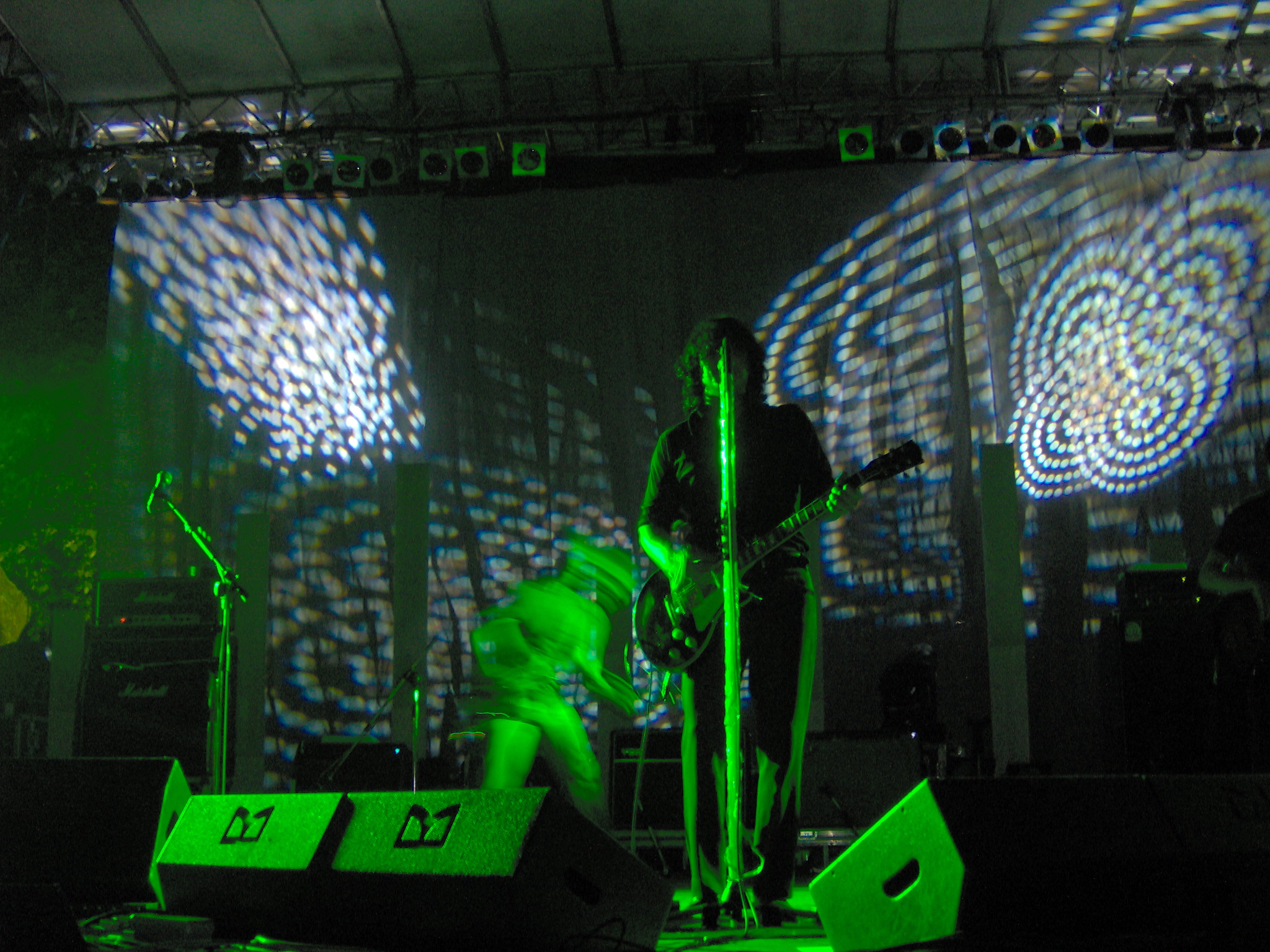
Agnelli durante un concerto a La Spezia

Nascono nel 1986 da un'idea di Manuel Agnelli. La prima formazione comprendeva Paolo Cantù (precedentemente chitarrista del gruppo industrial Tasaday, poi membro dei Six Minute War Madness e degli A Short Apnea) alla chitarra, Lorenzo Olgiati al basso, Alessandro Pelizzari alla batteria, poi sostituito da Max Donna.
Il nome del gruppo voleva essere un omaggio ai The Velvet Underground di Lou Reed, autori della canzone omonima.
L'esordio avviene con il 45 giri My Bit Boy del 1987, seguito, un anno più tardi, dall'LP All the Good Children Go to Hell, entrambi prodotti e distribuiti dalla Toast Records. La scelta è quella di cantare in lingua inglese. Le maggiori influenze musicali del gruppo sono invece rappresentate da The Velvet Underground e Television. L'album, interamente scritto da Agnelli, venne presentato a Torino nei primi di luglio con un concerto al parco della Pellerina, tenuto insieme a due gruppi compagni di etichetta, gli Statuto e i Powerillusi.
Il 1990 è un anno importante per la band, a cominciare dal cambio di etichetta: gli Afterhours passano dalla Toast Records alla Vox Pop. Nello stesso anno il gruppo partecipa all'album tributo ai Joy Division edito dalla Vox Pop Something about Joy Division, con la rilettura della canzone Shadowplay, reinterpretata in chiave acustica. Ma soprattutto il 1990 è l'anno del primo album, During Christine's Sleep, caratterizzato da atmosfere introspettive e sofferte, in un gioco di chiaroscuri che comunque non disdegnano determinati passaggi ruvidi. Si fanno notare quindi nella scena rock italiana e non solo, visto che vengono invitati, grazie anche all'influenza della rivista statunitense Alternative Press, a rappresentare l'Italia al New Music Seminar di New York.
Dopo il mini LP Cocaine Head del 1991, primo lavoro con Giorgio Prette alla batteria e che vede la presenza di Cesare Malfatti alla chitarra, gli Afterhours suonano anche a Berlino, in occasione dei Berlin Independence Days. Ritornano quindi in studio per registrare l'album Pop Kills Your Soul, che vedrà la luce nel 1993 con testi sempre in inglese e con una formazione rinnovata a quattro elementi, entra infatti nel gruppo il chitarrista Xabier Iriondo mentre lasciano Cantù e Olgiati. Alcune tracce saranno riprese, tradotte in italiano ed incluse nel successivo album intitolato Germi, primo disco in italiano della band.
Nel 1993 gli Afterhours cantano per la prima volta in italiano, proponendo una interpretazione di Mio fratello è figlio unico, inclusa nel disco tributo a Rino Gaetano (e successivamente nel loro successivo album Germi) legato ad Arezzo Wave di quell'anno. Seguirà anche la registrazione de La canzone popolare per l'album tributo a Ivano Fossati I disertori (1994, Columbia Records).

### La svolta
È proprio con l'album Germi (Vox Pop) del 1995, il primo cantato in lingua italiana, che emergono chiaramente le caratteristiche tipiche che faranno la fortuna della band: suono diretto, talvolta con inaspettate aperture melodiche, talvolta squisitamente punk, ispirazioni noise, psichedeliche, post-punk e post-grunge, ma anche extra-musicali con elementi burroughsiani e dadaisti, liriche anarchiche, a volte sarcastiche, beffarde e sensuali. È un album molto sperimentale e dirompente, nel quale l'uso del cut-up alla Burroughs viene usato forse in modo più massiccio.
Intanto arriva la consacrazione definitiva degli Afterhours quando Mina inserisce nel suo album Leggera una reinterpretazione di Dentro Marilyn dell'album Germi, reintitolata Tre volte dentro me.

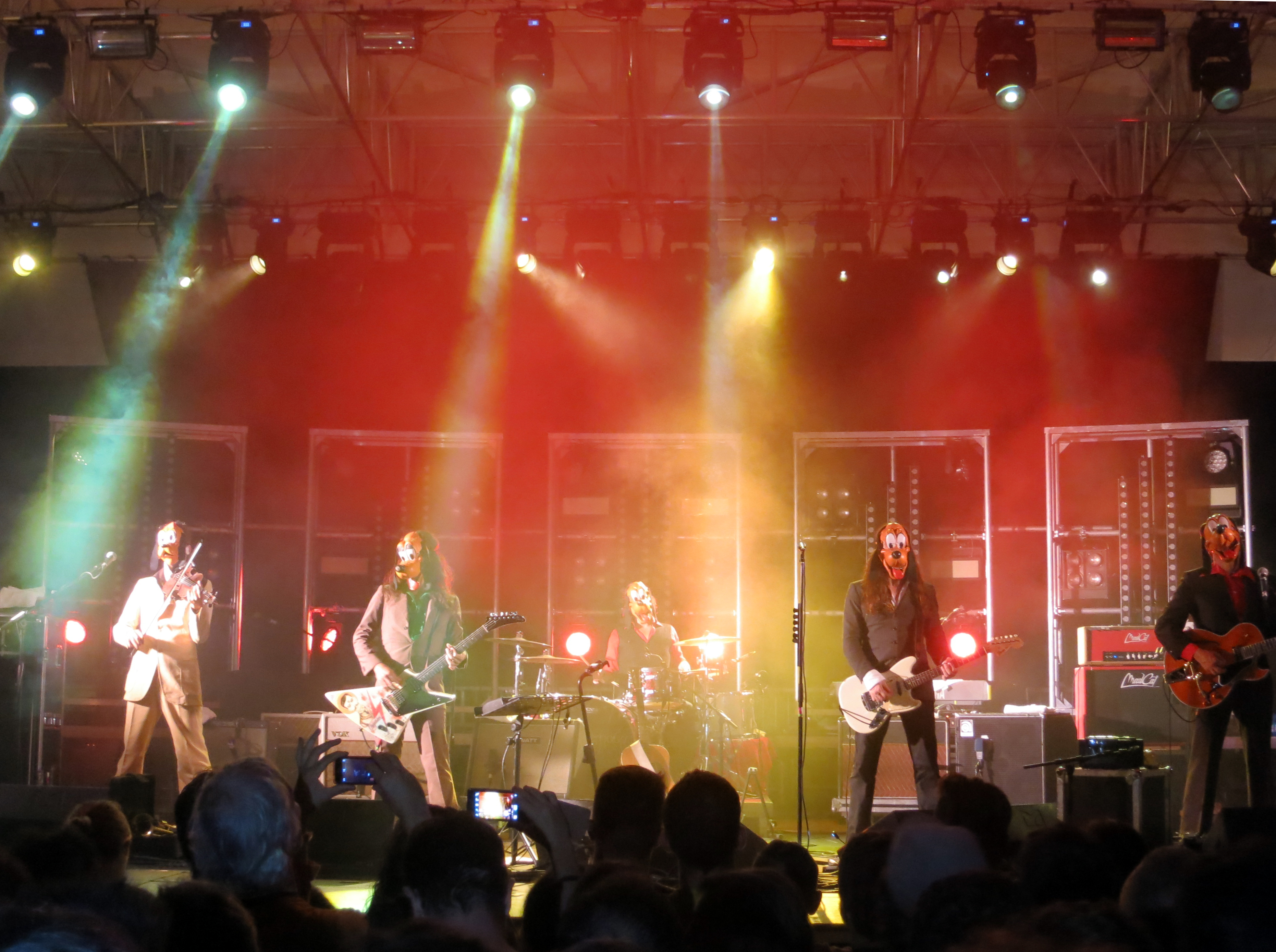
Un'immagine dell'esecuzione di Terrorswing dal tour Hai paura del buio? 2014, in cui la band suona con le maschere di Pluto come nel tour del 1997

A distanza di due anni, nel 1997, la band produce quello che molti considerano il loro capolavoro e che ha lasciato un segno fondamentale nella storia del rock alternativo in Italia: Hai paura del buio?, pubblicato dalla Mescal il 20 ottobre, è un lavoro più eclettico di Germi. In esso converge la furia hardcore (Lasciami leccare l'adrenalina e soprattutto Dea), il pop melodico (Voglio una pelle splendida), la sperimentazione (gli strumentali), il grunge deciso (Male di miele), l'hard rock (Veleno), le provocazioni di Come vorrei, gli accenni di space rock (l'inizio di Elymania) e ballate acustiche molto "sui generis" (Simbiosi). In mezzo anche tante distorsioni psichedeliche. Ogni canzone contribuisce a creare un insieme unitario di grande impatto. Anche all'interno di una stessa canzone si riscontrano più generi, come in Rapace o Punto g. L'album diventa presto una pietra miliare per gli amanti del rock alternativo italiano e riscuoterà un grande successo anche il tour successivo.
Dopo questo album, il bassista Alessandro Zerilli abbandona il gruppo.
Nel 1998 partecipano per la prima volta al tradizionale concerto del Primo Maggio a Roma.
Il 13 maggio 1999 viene pubblicato il nuovo album. Si tratta di Non è per sempre, che cambia notevolmente direzione rispetto ai due album precedenti. Il suono è meno ruvido e aggressivo, più ricercato con l'ingresso in pianta stabile dei violini di Dario Ciffo e di Roberta Castoldi al violoncello. Fra i brani più rappresentativi dell'album vi sono Milano circonvallazione esterna (che ricorda Frankie Teardrop dei Suicide), La verità che ricordavo (il pezzo più violento dell'album), Non si esce vivi dagli anni '80 (sorta di anthem generazionale), L'inutilità della puntualità (ancora un pezzo ironico e anticonvenzionale), Cose semplici e banali (che fa riferimento alla poesia crepuscolare, ma solo nel titolo), accompagnati da ballad come la title track, da Bianca e Baby fiducia il tutto immerso in un contesto melodico ed impalpabile.
Tra le date del tour che segue l'uscita dell'album, da segnalare è quella di Bologna, in cui gli Afterhours condividono il palco con i R.E.M.

### Il Tora! Tora! e l'addio di Iriondo

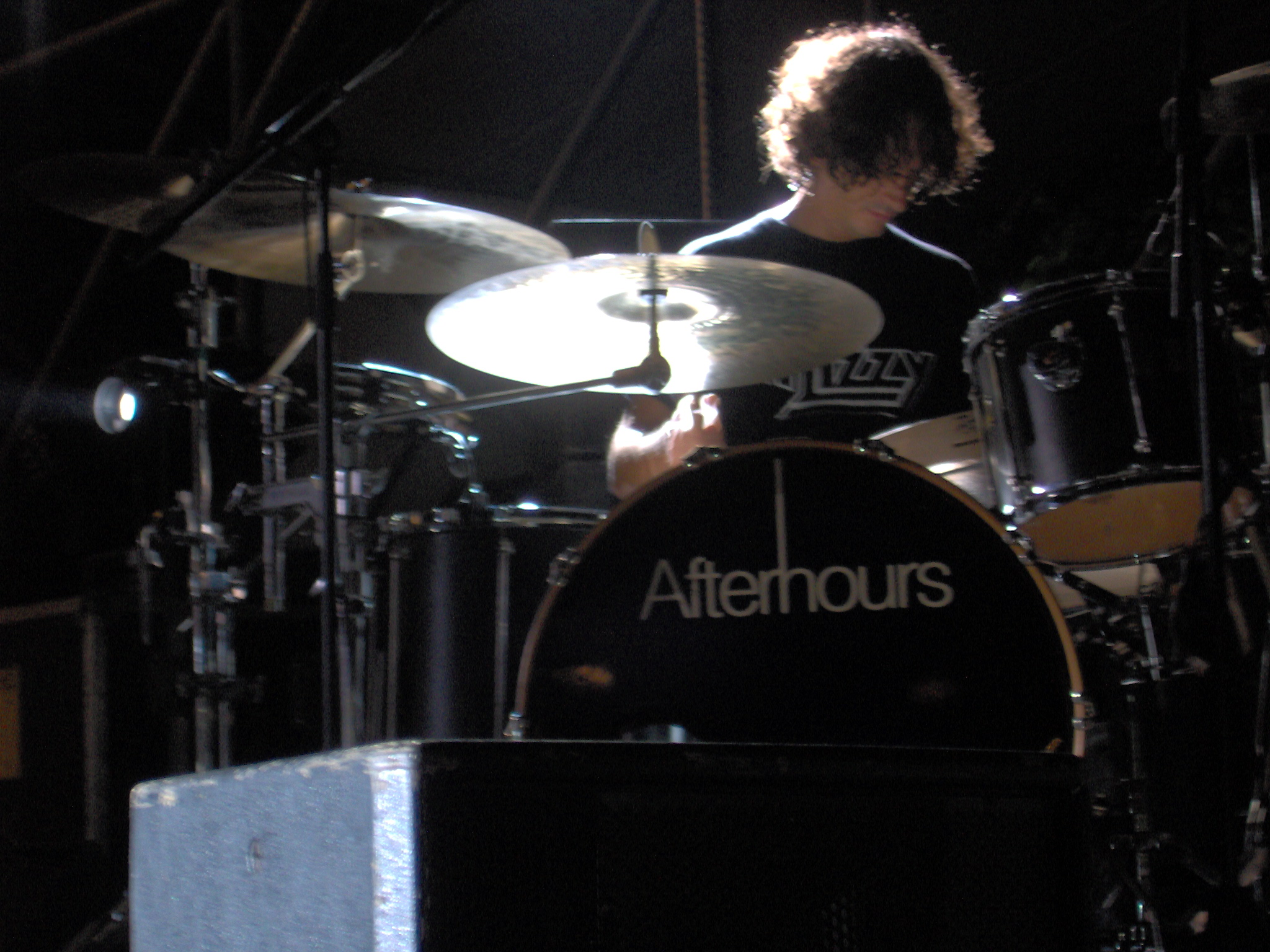
Giorgio Prette

Dopo Non è per sempre, Manuel Agnelli ha modo di dedicarsi a vari progetti sia editoriali (Il meraviglioso tubetto) che musicali (collaborazione con Emidio Clementi, leader dei Massimo Volume nel progetto Gli agnelli clementi).
Il 9 febbraio 2001 esce il doppio live Siam tre piccoli porcellin, che comprende un CD elettrico ed uno acustico registrato nei teatri, che contiene anche l'inedito La sinfonia dei topi. Viene inaugurato poi il progetto Tora! Tora!, festival itinerante che riunisce il meglio della scena alternative italiana (progetto applaudito anche dal creatore del Lollapalooza, Perry Farrell dei Jane's Addiction/Porno for Pyros). Sul palco del Tora! Tora!, infatti, sono saliti, tra gli altri, i Marlene Kuntz, i Subsonica, i Massimo Volume, Cristina Donà e i Modena City Ramblers.
Nel 2002 Xabier Iriondo, chitarrista ed elemento importante della band, che aveva contribuito notevolmente soprattutto per le bizzarrìe dei primi due album in italiano, lascia per dedicarsi ad altri progetti, come i Six Minute War Madness e gli A Short Apnea.
Con l'uscita di Quello che non c'è, datato 5 aprile 2002, il sound degli Afterhours cambia e si evolve ancora, soprattutto per la mancanza di Xabier Iriondo, che il gruppo decide di non rimpiazzare con un nuovo membro ma con un turnista a tempo pieno: Giorgio Ciccarelli, leader dei Sux!, altra band dello scenario alternative italiano.
L'album, trascinato dal singolo Non sono immaginario, ottiene un notevole successo di pubblico e si piazza al 4º posto nelle classifiche di vendita FIMI. Inizia, per il quartetto milanese, un lungo tour che li vedrà affiancati in alcuni casi dai Mercury Rev (nel 2002) e dai The Twilight Singers di Greg Dulli (nel 2004), due band alternative americane.
Nel 2004 viene pubblicato il singolo Gioia e rivoluzione da Mescal. La title track Gioia e rivoluzione (cover degli Area incisa nell'album Crac! del 1975), è suonata anche nel film di Guido Chiesa Lavorare con lentezza, in cui gli Afterhours interpretano gli stessi Area. Sono presenti nel singolo anche La canzone di Marinella (cover di Fabrizio De André) e La canzone popolare (cover di Ivano Fossati).
Il 15 aprile 2005 esce Ballate per piccole iene, che vede la partecipazione di Greg Dulli in veste di produttore.
Pubblicato con 4 copertine diverse si posiziona al 2º posto nella classifica musicale FIMI. Questo lavoro contiene pezzi cult della band come Ci sono molti modi, Ballata per la mia piccola iena, La sottile linea bianca e La vedova bianca. Viene anche pubblicato in versione "export" in lingua inglese col nome di Ballads for Little Hyenas, che uscirà nella prima parte del 2006 in buona parte d'Europa e che vede l'aggiunta dell'interpretazione del brano The bed di Lou Reed.
Nell'album i temi di Quello che non c'è vengono ripresi ed ampliati. Gli Afterhours tornano in tour, arrivando a suonare nel 2006 negli Stati Uniti d'America e in Germania, accompagnati ancora una volta da Greg Dulli (ex Afghan Whigs) e, nella data di Roma dell'11 settembre al Villaggio Globale, anche da Mark Lanegan (ex Screaming Trees e Queens of the Stone Age), a testimonianza dell'importanza della band milanese non solo sulla scena italiana.
Questo album, e questo tour, vedono l'ingresso nel gruppo del cantautore milanese Roberto Dell'Era, che nel gruppo suona il basso al posto di Andrea Viti. Nello stesso periodo entra nella band anche il polistrumentista Enrico Gabrielli.

### I milanesi ammazzano il sabatoe partecipazione al Festival di Sanremo

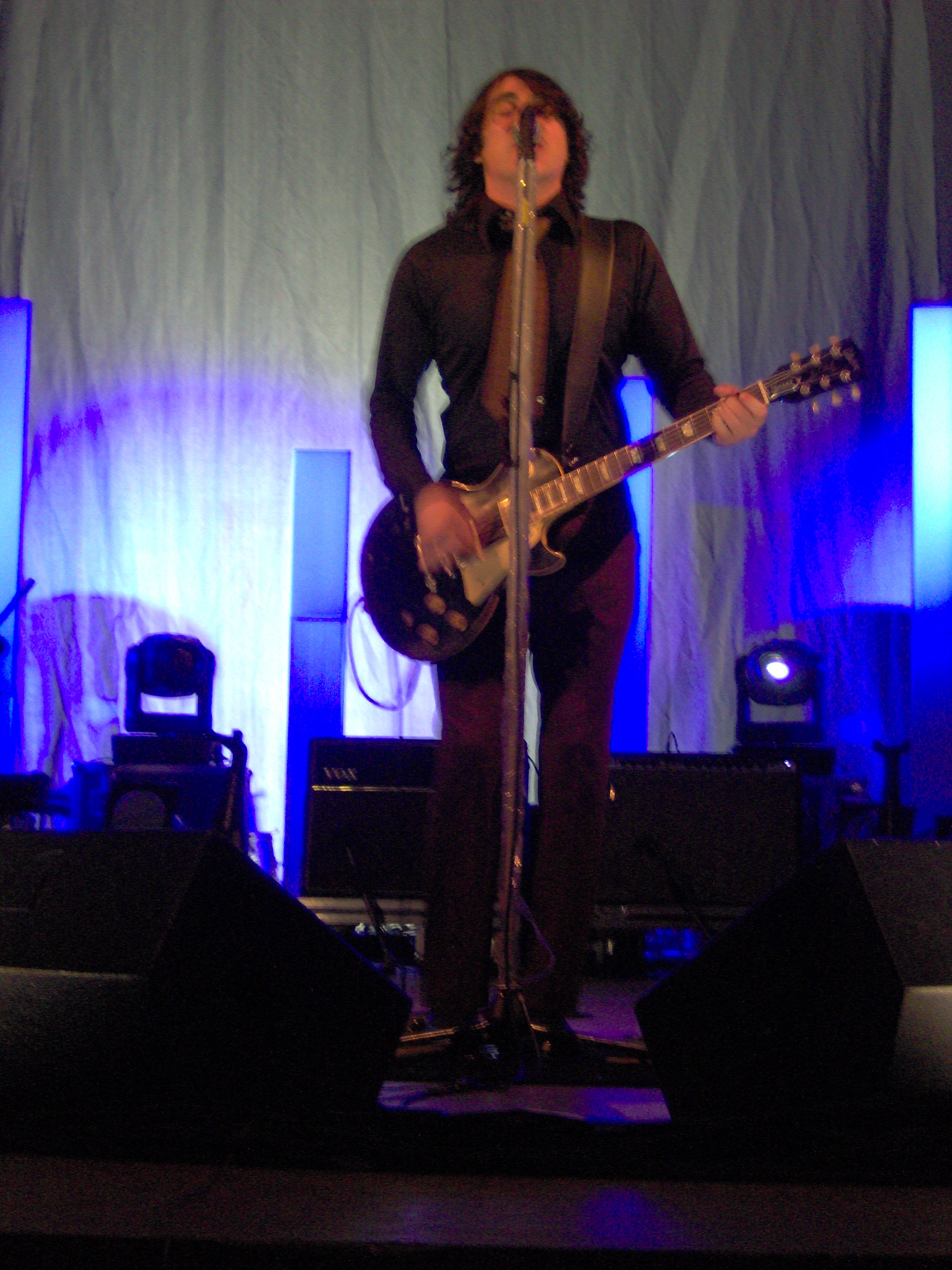
Manuel Agnelli

Il 9 febbraio 2007 esce il primo dei due DVD doppi, intitolato Non usate precauzioni/Fatevi infettare (1985-1997), il quale contiene la prima parte del documentario sulla carriera degli Afterhours dal 1985 al 1997 e la raccolta completa di tutti i videoclip girati dal gruppo fin dagli esordi.
L'11 maggio esce invece il secondo doppio DVD, Io non tremo (1997-2006), il quale, nella seconda parte del documentario, copre il periodo dal 1997 al 2006 e contiene la raccolta completa di 31 apparizioni live amatoriali e non della band.
Nell'agosto 2007, tramite un comunicato stampa, gli Afterhours annunciano la fine del loro rapporto con la casa discografica che li ha resi celebri, la Mescal, in favore di un nuovo contratto con Universal.
Il 2 maggio 2008 esce il nuovo album della band, I milanesi ammazzano il sabato, anticipato dall'uscita di un EP abbinato al mensile xL de la Repubblica, Le sessioni ricreative, dove sono incisi brani che fanno da contorno al disco in uscita. I milanesi ammazzano il sabato è un disco di non semplice impatto e non all'altezza dei precedenti lavori secondo la critica; in esso comunque spiccano canzoni come È solo febbre e Pochi istanti nella lavatrice.
Il 3 ottobre 2008 esce una raccolta non autorizzata dalla band, pubblicata da EMI. Si tratta di Cuori e demoni, costituita da 32 brani suddivisi in due CD, che ripercorre i dieci anni di carriera della band di Agnelli (escluso l'ultimo album). Viene inoltre anche realizzata una versione "deluxe" con un DVD contenente tutti i videoclip realizzati.
Il 24 ottobre 2008 esce la "reissue" de I milanesi ammazzano il sabato che, oltre all'album contiene un secondo CD contenente 9 tracce: 5 registrate live all'Auditorium Demetrio Stratos di Radio Popolare a Milano, 2 all'Auditorium Cavea di Roma, l'inedito Due Di Noi (in cui canta Roberto Dell'Era) e una reinterpretazione dei Nirvana dal titolo You Know You're Right. Inoltre contiene un booklet con oltre 20 foto inedite del tour 2008.
Al termine del tour lascia la band anche il violinista Dario Ciffo, sostituito dal violinista Rodrigo D'Erasmo (ex Nidi d'Arac).
Con la fine del contratto che li legava ad Universal, nel febbraio 2009 partecipano al 59º Festival di Sanremo sotto esplicita richiesta del presentatore Paolo Bonolis. Il brano proposto è Il paese è reale, con cui vengono eliminati al primo turno, ma che comunque vale al gruppo il prestigioso Premio della Critica "Mia Martini".
In nessuna compilation della kermesse sanremese è presente il brano eseguito da Manuel e soci al Teatro Ariston. Il pezzo viene infatti pubblicato in esclusiva nell'album Afterhours presentano: Il paese è reale (19 artisti per un paese migliore?), insieme ad altri 18 pezzi inediti scritti per l'occasione da altrettanti artisti della scena alternativa italiana, tra cui Paolo Benvegnù, Zen Circus, Dente, Cesare Basile, Il Teatro degli Orrori e gli Zu. La distribuzione è affidata alla catena di negozi FNAC dal 25 febbraio.
Durante l'intervista a Bonsai TV pubblicata nel marzo 2010, Manuel Agnelli spiega come Milano sia ancora viva sotto l'aspetto dell'underground musicale, rendendola nuovamente "reale"; aggiunge anche che la musica è politica, pur chiarendo che Il paese è reale sotto questo aspetto è solo un piccolo progetto.
Ad aprile Enrico Gabrielli comunica l'intenzione di lasciare la band per proseguire a tempo pieno con gli altri suoi progetti, rappresentati dai gruppi Mariposa e Calibro 35.
Nel 2009 partecipano al brano Domani 21/04.2009, registrato a scopo benefico con i maggiori esponenti della musica italiana sotto il nome di Artisti Uniti Per L'Abruzzo. A Luglio, a Marina di Carrara, vincono il "Premio Lunezia della Critica" per l'album Il paese è reale.
Nello stesso anno collaborano con Mina nella realizzazione di Adesso è facile, contenuta nell'album Facile.
Nell'ottobre 2009 ritornano negli Stati Uniti, dove si esibiscono nell'ambito della rassegna Hit Week L.A. insieme ad altri artisti italiani.
Dopo il Voglio far qualcosa che serva tour del 2009, che ha visto la band di Manuel Agnelli calcare i più importanti palchi italiani, gli Afterhours affrontano il 2010 con un nuovo progetto teatrale, che vede gli Afterhours sul palco con lo GnuQuartet e con molti ospiti, tra cui Antonio Rezza.

### Ritorno di Iriondo e pubblicazione diPadania

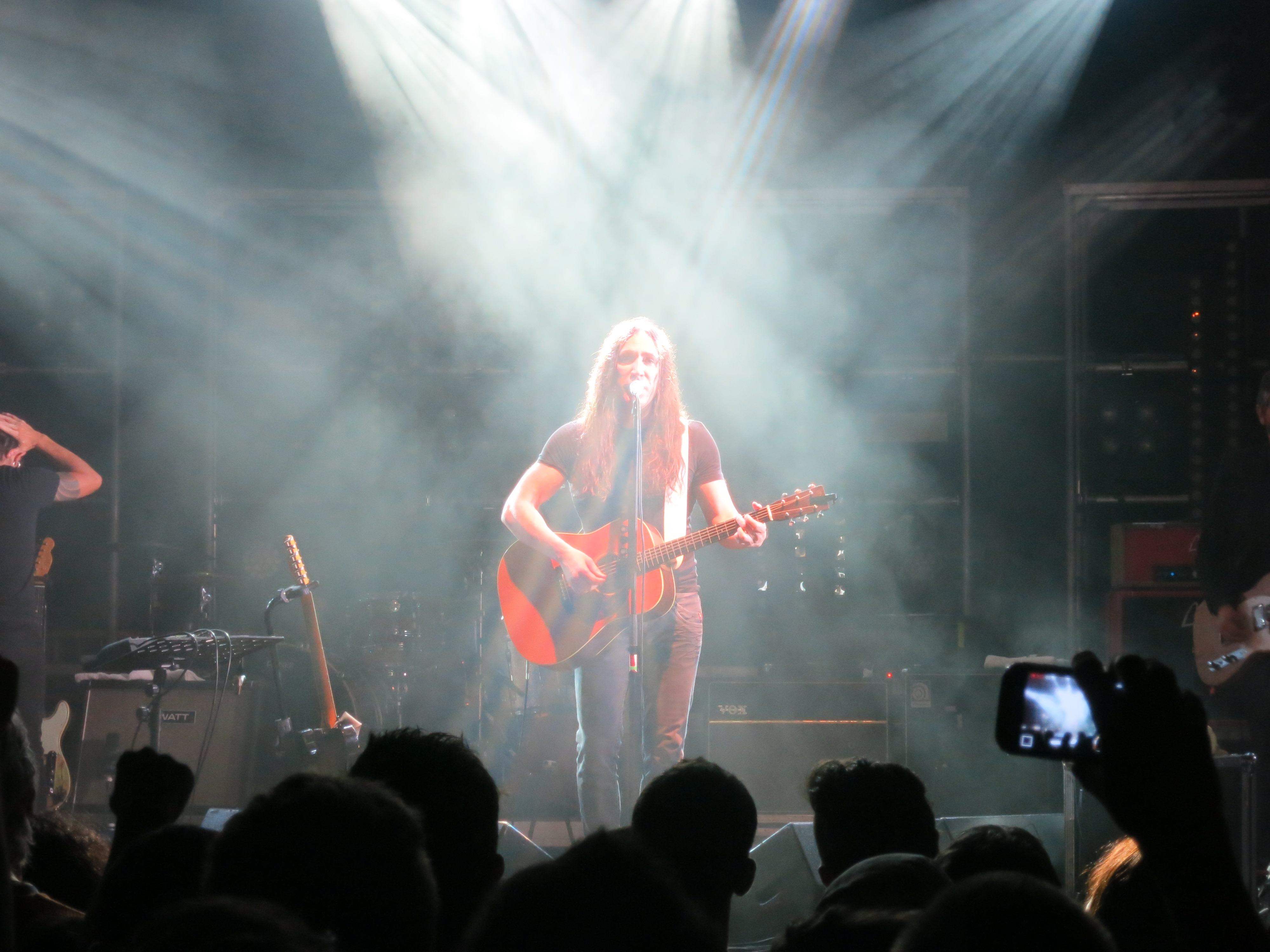
Manuel Agnelli in una data del tour Hai paura del buio? 2014

Nel tour estivo del 2010, e poi anche in quello del 2011, dopo anni di lontananza dagli Afterhours, Xabier Iriondo torna a suonare con la band.
Durante l'autunno 2010 cominciano le registrazioni per il nuovo album in studio, che vedrà la luce nel 2012, brevemente interrotte per suonare in Cina, a Shanghai, ospiti del Commissariato Generale del Governo per l'Expo 2010 per due live, uno dei quali nella Mao Live House.
Nel 2011 partecipano alle riprese del film Cosimo e Nicole di Francesco Amato. La scena con protagonisti gli Afterhours viene girata, in particolare, durante il concerto del 22 settembre a Collegno (TO). Nella stessa occasione si esibiscono, e quindi prendono parte al film, anche i Verdena e i Bud Spencer Blues Explosion. Il film esce nelle sale il 29 novembre 2012.
Il 29 febbraio 2012 pubblicano un EP dal titolo Meet Some Freaks on Route 66, distribuito solo in allegato con il mensile la Repubblica XL e contenente 8 tracce rivisitate e registrate negli Stati Uniti, tra cui un pezzo di Fred Neil, Dolphins, eseguito con i Majakovich.
Lo stesso giorno ufficializzano la data di pubblicazione e il titolo del decimo album in studio della band, che viene pubblicato il 17 aprile 2012 e che si intitola Padania. Il 1º marzo viene pubblicato il brano La tempesta è in arrivo, colonna sonora della serie tv di Sky Cinema Faccia d'angelo, inserito anche nel nuovo album.
Il 27 marzo 2012 EMI pubblica una raccolta non autorizzata degli Afterhours, dal titolo The Best Of. La raccolta, come nel caso della precedente Cuori e demoni (pubblicata poco dopo I milanesi ammazzano il sabato e prima della partecipazione del gruppo al Festival di Sanremo 2009), è stata pubblicata a ridosso della data di uscita dell'album Padania. Gli Afterhours hanno criticato questa scelta facendo sapere di «non essere mai stati coinvolti in questa operazione, così come l'altra volta, né di aver avuto niente a che fare con la scelta dei brani, del titolo o della copertina della compilation».
Il 30 marzo viene pubblicato il singolo Padania. Fa seguito la pubblicazione del video, proposto in due versioni.
Il 17 aprile viene pubblicato l'LP Padania, decimo album in studio della band, coprodotto da Manuel Agnelli e Tommaso Colliva. Il disco si appoggia, per la distribuzione, ad Artist First.
Il 1º maggio seguente, durante il concerto del Primo Maggio a Roma, si innesca una polemica per la mancata performance degli Afterhours, che viene annullata all'ultimo momento dall'organizzazione per problemi tecnici. Il gruppo, infatti, non ha potuto calcare il palco, nonostante la loro esibizione fosse prevista per le 23:06, per lo sforamento dell'orario limite nel rispetto delle norme relative all'inquinamento acustico.
Il 19 maggio si esibiscono a L'Aquila in un concerto gratuito insieme a Il Teatro degli Orrori per ricordare le vittime del terremoto avvenuto nel 2009 e per ricordare che i fondi raccolti con la canzone benefica Domani 21/04.2009 sono ancora bloccati su un conto corrente.
Nell'ottobre 2012, grazie a Padania, si aggiudicano la Targa Tenco per il "miglior album" dell'anno e il PIMI (Premio Italiano per la Musica Indipendente), organizzato dal MEI come "miglior gruppo", con quest'ultimo premio che gli verrà conferito il dicembre seguente a Bari in occasione del Medimex. Sempre nel dicembre 2012 si aggiudicano il "Premio della Critica" di Musica e dischi.
Il 6 marzo 2013 viene diffuso il video di Spreca una vita, girato da Graziano Staino al Teatro Rossi di Pisa. Sempre nel 2013, in occasione del Club tour 2013, la band pubblica una release di Padania in collaborazione con l'etichetta fiorentina Black Candy Records a partire da aprile e disponibile in CD e vinile. Il disco viene distribuito in Europa, Giappone e Canada attraverso il prestigioso marchio Rough Trade Records. La versione in vinile, costituita da un doppio 12" trasparente, è distribuita anche in Italia dal 1º aprile 2013 in tiratura limitata (500 copie).
Nel luglio 2013 comunicano l'avvio di un nuovo progetto chiamato Hai paura del buio?, come il celebre album del 1997. Si tratta di un festival culturale itinerante a cui prendono parte non solo altri musicisti (tra cui Marta sui Tubi, Il Teatro degli Orrori, Ministri, Daniele Silvestri e Verdena), ma anche attori di cinema e teatro (Antonio Rezza con Flavia Mastrella, Michele Riondino), scrittori (Chiara Gamberale, Paolo Giordano), disegnatori e ballerini.
Nell'agosto 2013 si sono esibiti allo Sziget Festival in Ungheria.

### Hai paura del buio? Reloaded and Remasterede cambio di formazione

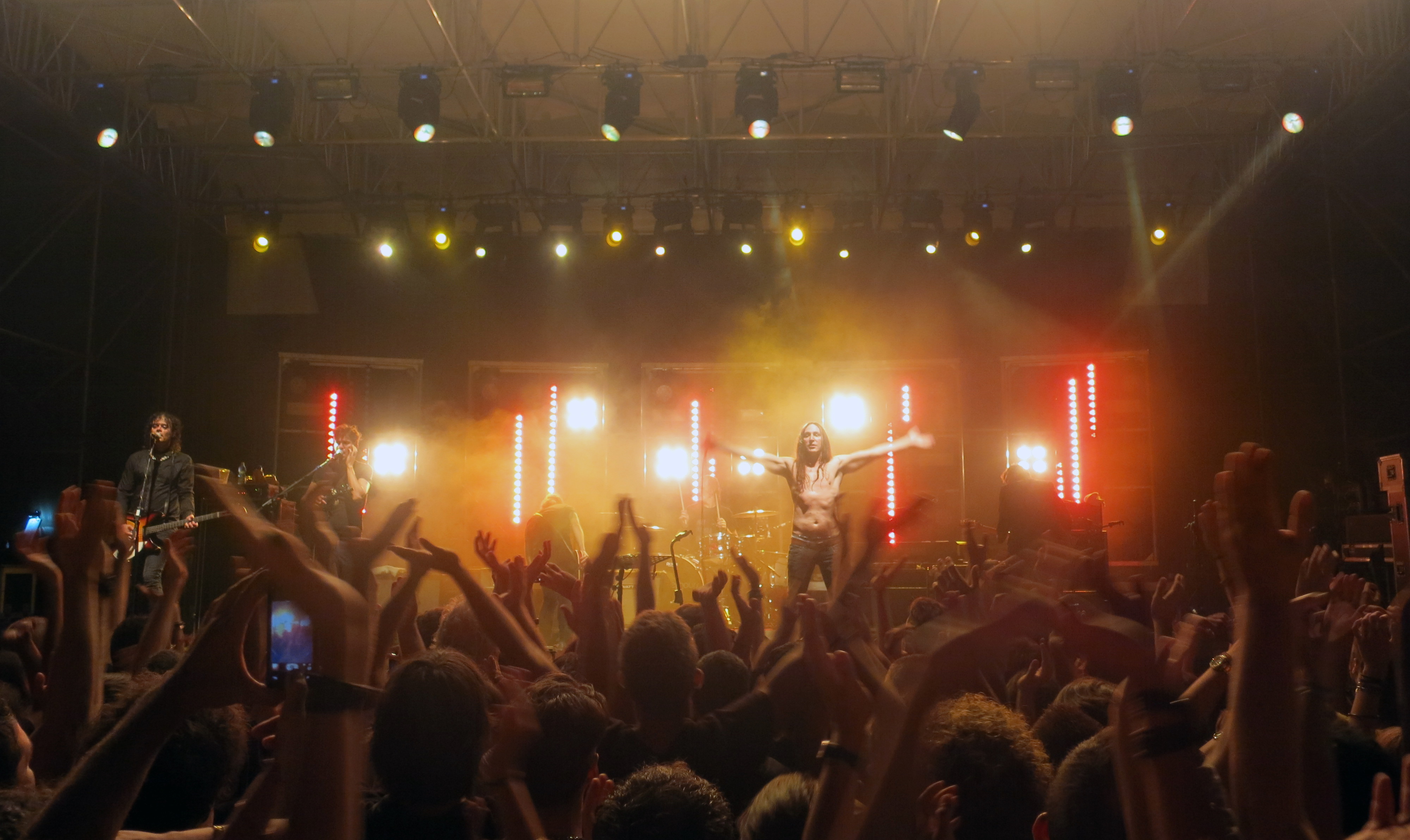
Agnelli al termine di una data del tour Hai paura del buio? 2014

L'11 marzo 2014 è stato pubblicato per Universal Music Group, l'edizione speciale di Hai paura del buio?, album degli Afterhours, pubblicato nel 1997. Il progetto vede coinvolti diversi artisti di spicco della musica italiana ed internazionale che hanno collaborato con gli Afterhours per reinterpretare i brani che compongono l'album e proporre al pubblico una versione nuova e particolare. L'edizione speciale contiene, oltre al nuovo CD, anche la versione rimasterizzata dell'album originale.
«Nei dischi siamo sempre stati refrattari ad avere ospiti» ha spiegato Manuel Agnelli «Ora però, a quasi vent'anni di distanza, ci sembrava giusto farlo».
Nella primavera prende il via il tour Hai paura del buio?, organizzato da Live Nation.
Il 1º maggio 2014 il gruppo si esibisce a Taranto in occasione del concerto del Primo Maggio organizzato dal Comitato dei cittadini e lavoratori liberi e pensanti (direttori artistici Michele Riondino e Roy Paci, conduttori Luca Barbarossa, Valentina Petrini e Andrea Rivera) e che vede la partecipazione anche di Vinicio Capossela, Caparezza, Sud Sound System, Tre Allegri Ragazzi Morti, Après La Classe, 99 Posse, Paola Turci, Nobraino e altri artisti.
Nel novembre la formazione subisce due cambiamenti: Giorgio Prette comunica la sua uscita dal gruppo e poco dopo la band annuncia la fine della collaborazione con Giorgio Ciccarelli e l'entrata in formazione per il successivo tour teatrale di Fabio Rondanini (Calibro 35) e Stefano Pilia (Massimo Volume).
Il 26 novembre è stato pubblicato con Feltrinelli Real Cinema il DVD dedicato al tour, realizzato da Giorgio Testi. Uscito in versione cofanetto DVD + booklet fotografico a cura di Andrea Samonà, viene registrato all'Alcatraz di Milano il 26 marzo 2014 e presenta l'album nella sua interezza seguendo la scaletta originale.

### Folfiri o Folfox
Nel maggio 2016 il gruppo annuncia il successivo album in studio.
Si tratta di un doppio album contenente diciotto brani dal titolo Folfiri o Folfox, dal nome di due trattamenti chemioterapici a cui si era sottoposto il padre di Manuel Agnelli prima di morire.
Il singolo Il mio popolo si fa è stato pubblicato il 9 maggio 2016, seguito da Non voglio ritrovare il tuo nome, diffuso il 20 maggio seguente.
Il disco ha debuttato direttamente alla prima posizione della classifica dei dischi più venduti in Italia stilata dalla FIMI.
Nel novembre 2017 il gruppo pubblica la raccolta Foto di pura gioia per celebrare il trentennale della formazione della band, avvenuta nel 1987. Il disco è accompagnato da una nuova versione del brano Bianca che vede la partecipazione di Carmen Consoli e il cui video è diretto da Cosimo Alemà. Tra il 2017 ed il 2018 il gruppo propone un tour celebrativo con la partecipazione in alcune date dello storico batterista Giorgio Prette.
A luglio 2018, ad Aulla (Ms), vincono il Premio Lunezia "Rock d'Autore" per l'album Folfiri o Folfox (2016).

### Concerto per i 30 anni di carriera: la prima volta al Forum di Assago
Il 30 ottobre 2017 viene annunciato l'unico concerto della band nel 2018 (esattamente il 10 aprile al Mediolanum Forum) a chiusura dei festeggiamenti del trentennale di fondazione del gruppo. Ospiti della serata gli ex-membri storici della band.
Nelle tre ore di concerto, oltre alla formazione in forza dal 2014, sul palco si sono alternate altre due formazioni, quella di Hai paura del buio? e una formazione degli anni ’80-’90.
Il 25 gennaio 2019 viene pubblicato il relativo album live Noi siamo Afterhours, formato da un doppio CD con la scaletta quasi integrale e da un DVD contenente un docufilm con le immagini del concerto alternate a filmati d'archivio che ripercorrono la storia della band.
Nel 2025, tornano in tour in Italia, con i brani dell’album Ballate per piccole iene, per celebrare i vent’anni dalla sua pubblicazione. Sul palco la formazione originale del 2005, composta da Agnelli (voce, chitarra), Andrea Viti (basso), Dario Ciffo (violino, chitarra) e Giorgio Prette (batteria).

## Formazione

### Formazione attuale
- Manuel Agnelli - voce, chitarra, tastiere (1986-presente)
- Giacomo Rossetti - chitarra ritmica, tastiere addizionali, percussioni (2025-oggi)
- Andrea Viti - basso, cori (1997-2006, 2018, 2025-oggi) [39]
- Dario Ciffo - violino, chitarra, tastiere, cori (1995-2008, 2018, 2025-oggi) [39]
- Giorgio Prette - batteria (1990-2014, 2018, 2025-oggi) [39]

### Ex componenti
Chitarra
- Paolo Cantù - chitarra, cori (1986-1990)
- Cesare Malfatti - chitarra (1990-1992)
- Xabier Iriondo - chitarra, mahai metak, effetti (1992-2001, 2010-2018)
- Giorgio Ciccarelli - chitarra, tastiere, cori (1999-2014)
- Greg Dulli - chitarra, tastiere, cori (2004-2006)
- Stefano Pilia - chitarra (2014-2018)

Basso
- Lorenzo Olgiati - basso, cori (1986-1989)
- Paolo Mauri - basso (1989-1991)
- Alessandro Zerilli - basso, cori (1991-1997)
- Roberto Dell'Era - basso, cori (2006-2018)

Batteria
- Roberto Girardi - batteria (1986, 1989-1990)
- Alessandro Pelizzari - batteria (1986-1988)
- Max Donna - batteria (1988-1989)
- Fabio Rondanini - batteria (2014-2018)

Archi
- Davide Rossi - violino (1994-1995)
- Roberta Castoldi - violoncello (1999-2001)
- Rodrigo D'Erasmo - violino, tastiere, chitarra, cori (2008-2018)

Tastiere
- Enrico Gabrielli - tastiere, fiati, xilofono, cori (2006-2009)

## Discografia

### Album in studio
- 1988 – All the Good Children Go to Hell
- 1990 – During Christine's Sleep
- 1993 – Pop Kills Your Soul
- 1995 – Germi
- 1997 – Hai paura del buio?
- 1999 – Non è per sempre
- 2002 – Quello che non c'è
- 2005 – Ballate per piccole iene
- 2008 – I milanesi ammazzano il sabato
- 2012 – Padania
- 2016 – Folfiri o Folfox

### Extended Play
- 1991 – Cocaine Head
- 2008 – Le sessioni ricreative
- 2012 – Meet Some Freaks on Route 66

## Videografia
- 2007 - Non usate precauzioni/Fatevi infettare (1985-1997)
- 2007 - Io non tremo (1997-2006)

## Cover

### Pubblicate
- 21st Century Schizoid Man - King Crimson (Cocaine Head)
- Gioia e rivoluzione - Area (Gioia e rivoluzione)
- Green River - Creedence Clearwater Revival (All the Good Children Go to Hell)
- Hey Bulldog - The Beatles (Pop Kills Your Soul)
- Jealous Guy - John Lennon (Sui giovani d'oggi ci scatarro su)
- La canzone di Marinella - Fabrizio De André (Gioia e rivoluzione)
- La canzone popolare - Ivano Fossati (Gioia e rivoluzione)
- Mio fratello è figlio unico - Rino Gaetano (Germi)
- On Time - Bee Gees (Pop Kills Your Soul)
- Shadowplay - Joy Division (Something about Joy Division)
- State Trooper - Bruce Springsteen (Male di miele)
- The Bed - Lou Reed (Ballads for Little Hyenas)
- You Know You're Right - Nirvana (I milanesi ammazzano il sabato)
- Dolphins - Fred Neil nella versione di Tim Buckley (Meet Some Freaks on Route 66)
- Baby Face (con Subsonica) - Lou Reed (Rock'N'Roll Revolution - Tutto 2003)
- Across The Universe (con Verdena) - The Beatles (Rock'N'Roll Revolution - Tutto 2003)
- T.V. Eye (con Verdena) - The Stooges (Rock'N'Roll Revolution - Tutto 2003)
- Search and Destroy (con Verdena) - The Stooges (Rock'N'Roll Revolution - Tutto 2003)

### Esibizioni Live
- A Day in the Life - The Beatles
- Across the Universe - The Beatles
- Adam Raised A Cain - Bruce Springsteen
- Atmosphere - Joy Division
- Baby Face - Lou Reed
- ...Baby One More Time - Britney Spears
- Bad America - Gun Club
- Bianco Natale
- Billie Jean - Michael Jackson
- By This River - Brian Eno
- Cold Turkey - John Lennon
- Cortez The Killer - Neil Young
- Dancing Barefoot - Patti Smith
- Deep Hit Of Morning Sun - Primal Scream
- Down on the Street - The Stooges
- Drive All Night - Bruce Springsteen
- For What It's Worth - Buffalo Springfield
- Heart-Shaped Box - Nirvana
- Helter Skelter - The Beatles
- Hey Joe - The Jimi Hendrix Experience
- I Wanna Be Your Dog - The Stooges
- Judy Blue Eyes - Crosby, Stills, Nash & Young
- Karma Police - Radiohead
- Lilac Wine - Jeff Buckley
- Live and Let Die - Paul McCartney
- Mind Games - John Lennon
- My Generation - The Who
- Ooh La La - Faces
- Redemption Song - Bob Marley
- Quicksand - David Bowie
- Satellite of Love - Lou Reed
- Search and Destroy - The Stooges
- Se telefonando - Mina
- Somebody to Love - Queen
- Shipbulding - Elvis Costello
- Sweet Jane - The Velvet Underground
- The Long and Winding Road - The Beatles
- T.V. Eye - The Stooges
- Walk on the Wild Side - Lou Reed
- Wave Of Mutilation - Pixies
- What a Wonderful World - Louis Armstrong

## Premi, riconoscimenti ed eventi
- La rivista italiana Il Mucchio Selvaggio segnala l'EP All the Good Children Go to Hell tra i 10 migliori dischi italiani degli anni ottanta
- Nel 1990:
  - la rivista statunitense Alternative Press segnala disco del mese During Christine's Sleep, album d'esordio degli Afterhours
  - Gli Afterhours vengono invitati a rappresentare l'Italia al New Music Seminar di New York
- Nel 1999:
  - il 13 maggio esce l'LP Non è per sempre
  - 11 luglio, durante il tour di Non è per sempre, a Bologna gli Afterhours condividono il palco con i R.E.M. di Michael Stipe
- Nel 2001:
  - il 9 febbraio esce l'LP Siam tre piccoli porcellin (live)
  - il 24 novembre, Manuel Agnelli viene premiato al M.E.I. di Faenza per il Tora! Tora!! Festival di cui è ideatore e organizzatore
  - il 28 novembre, Manuel Agnelli riceve l'Italian Music Award in qualità di miglior produttore italiano
- Nel 2002:
  - Il 5 aprile esce l'LP Quello che non c'è
  - tra il 10-15 aprile 2002, gli Afterhours realizzano un mini-tour in co-headlining con il gruppo statunitense dei Mercury Rev capitanato da Jonathan Donahue
  - ricevono l'Italian Music Award per miglior testo italiano riferito alla canzone Quello che non c'è
- Nel 2023:  Rock sound awards miglior concerto con Tora! Tora!
- Nel 2004:
  - Tra gennaio e febbraio gli Afterhours realizzano un mini-tour con i The Twilight Singers di Greg Dulli
  - Manuel Agnelli ricopre il ruolo di tastierista per il tour dei The Twilight Singers in USA e in Europa
  - Il 19 luglio, a Villa Arconati, gli Afterhours condividono il palco con Songs with other strangers, un progetto in cui collaborano: John Parish (PJ Harvey), Hugo Race (ex Bad Seeds), Cesare Basile, Marta Collica, Roberta Castoldi e Giorgia Poli (ex Scisma)
  - 3 settembre 2004 - esce l'EP Gioia e rivoluzione
- Nel 2005:
  - il 15 aprile esce l'LP Ballate per piccole iene
  - l'11 settembre gli Afterhours chiudono il tour di Ballate per piccole iene ospitando sul palco del Villaggio Globale a Roma The Gutter Twins, il progetto che vede protagonista i musicisti statunitensi Greg Dulli e Mark Lanegan
  - Ballate per piccole iene riceve il PIM come miglior album indipendente italiano
- Nel 2006: premio MEI
- Nel 2009:
  - partecipano al Festival di Sanremo 2009 aggiudicandosi il Premio della Critica "Mia Martini" con Il Paese è Reale
  - l'8 marzo il videoclip I milanesi ammazzano il sabato viene proiettato all'interno della Cortomobile in occasione del 1º Festival del Cinema in Macchina (Certaldo).
  - A Luglio, a Marina di Carrara, partecipano al Premio Lunezia in qualità di vincitori del "Premio Lunezia della Critica" per l'album "Il paese è reale".
- Nel 2012:
  - il 16 marzo ricevono il Premio nazionale "Agenda Rossa - Paolo Borsellino".
  - il 17 aprile esce l'LP Padania.
  - il 15 ottobre vincono la Targa Tenco 2012 nella categoria "album dell'anno" per Padania.
  - il 15 ottobre vincono il PIMI (Premio Italiano della Musica Indipendente) organizzato dal Meeting delle Etichette Indipendenti come "miglior gruppo". Il premio verrà loro conferito a Bari il 2 dicembre seguente.
  - il 4 dicembre vincono il Premio della Critica di Musica e dischi come "album italiano dell'anno" nella sezione pop/rock.
- Nel 2013: 
  - L'album Hai paura del buio?, dopo essere stato insignito da una giuria di giornalisti come miglior disco indipendente degli ultimi 20 anni, ha vinto anche la classifica di preferenza degli album italiani indipendenti degli ultimi 15 anni in un referendum tra il pubblico.

Dopo il Club Tour 2013, nel periodo estivo gli Afterhours si sono dedicati al Festival multiculturale itinerante "Hai Paura del Buio?", festival nato da un'idea di Manuel Agnelli, che ha racchiuso in ogni serata musica, danza, pittura, poesia, videoarte, ed ha raccolto nelle 3 serate circa ventimila presenze.
- Nel 2014: Il 4 ottobre a L'Aquila, il Festival "Hai Paura del Buio?" ha visto la sua seconda edizione in una data unica che si è tenuta simbolicamente nella città abruzzese, che ancora porta le ferite del terremoto del 2009
- Nel 2018:

A Luglio, ad Aulla (Ms), partecipano al Premio Lunezia in qualità di vincitori del "Premio Lunezia Rock d'Autore" per l'album Folfiri o Folfox.
- Nel 2019:

Rockol awards